# Pavlovské vrchy

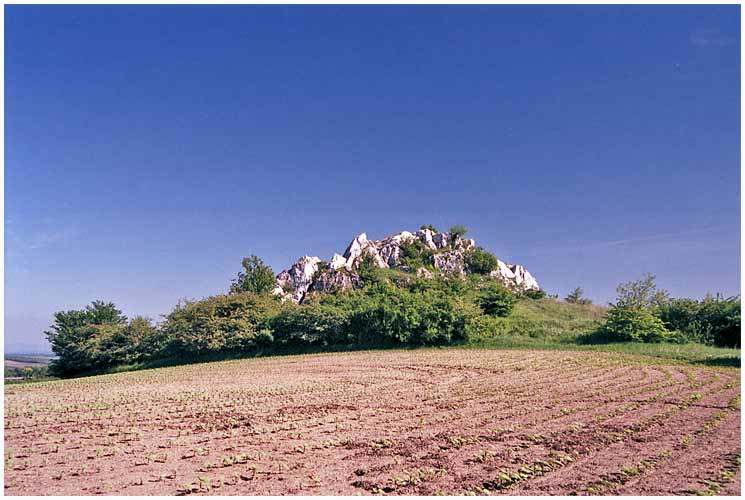
Kočičí skála

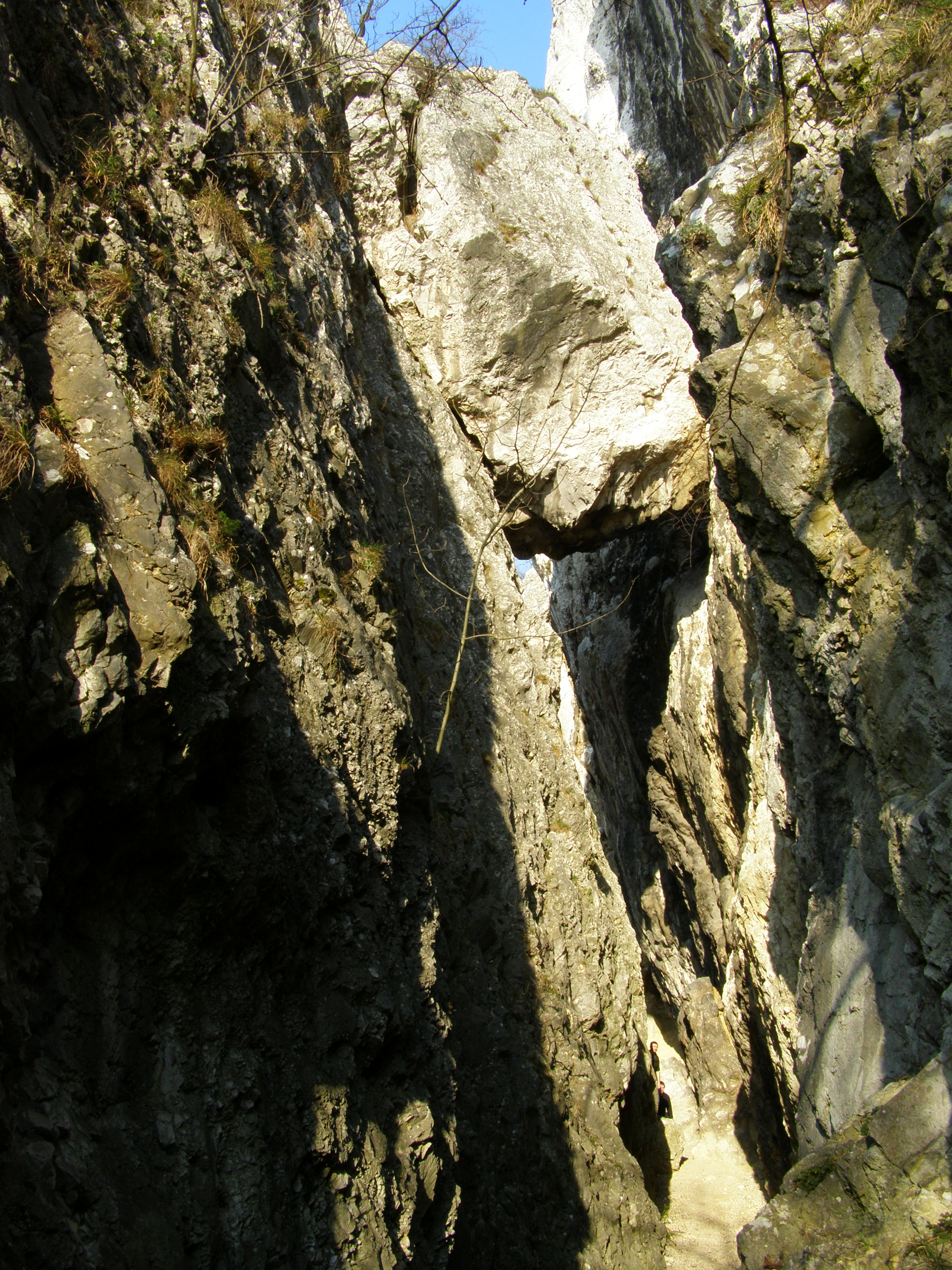
Felswand Martinka

Die Pavlovské vrchy, auch Pavlovská vrchovina, Pavlovské bradlo, Pavlovské kopce, Polavské vrchy bzw. Vrchy Pálavské (deutsch Pollauer Berge, auch Pollauer Gebirge) sind ein Höhenzug in Südmähren, Tschechien. Sie bilden den westlichen Teil der Mikulovská vrchovina.

## Geographie
Die Pavlovské vrchy erheben sich rechtsseitig der Thaya am Südufer der Stauseen von Nové Mlýny. Sie haben eine Ausdehnung von 44 km² und eine mittlere Höhe von 270 m n.m. Ortschaften sind Mikulov, Bavory, Klentnice, Perná, Pavlov (deutsch Pollau; daher der Name der Berge), Horní Věstonice und Dolní Věstonice.
Gegen Norden bildet das Tal der Thaya die natürliche Grenze zum Dolnomoravský úval (Südliches Marchbecken). Im Osten trennen die Täler der Bäche Klentnický potok und Mušlovský potok die Pavlovské vrchy von der Milovická pahorkatina. Südöstlich schließt sich die Valtická pahorkatina (Feldsberger Hügelland) an. Nach Süden hin erstrecken sich die Pavlovské vrchy bis zur Staatsgrenze am Polní potok/Ottenthaler Bach und Včelínek/Niklasgraben; auf österreichischem Gebiet setzt sich der Höhenzug als Weinviertler Hügelland bis zum Falkenstein fort. Die Nord-Süd-Ausdehnung vom Maidenberg bis zum Falkenstein beträgt 20 Kilometer. Westlich schließen sich – getrennt durch das Tal des Dunajovický potok – die Dunajovické vrchy (Tannowitzer Berge) bis zur Thaya an, die schon zum Raum Dyjskosvratecký úval (Thaya-Schwarza-Talsenke) gehören.
Die Pavlovské vrchy bestehen aus Kalkstein und Kalkmergel. Sie zeichnen sich durch Kalkklippen und steil aufragende Felswände aus. Durch Verkarstung sind mehrere Karsthöhlen entstanden, am bekanntesten ist die Turold-Höhle. Der Kalkstein wurde an vielen Stellen in Kalkbrüchen gewonnen, der Hügel Janičův vrch ist zum größten Teil durch einen Kalkbruch abgebaut worden. Die Waldflächen sind gering, bewaldet sind zumeist nur die Steilhänge der Hauptgipfel. Sanftere Hänge und Hügel werden landwirtschaftlich genutzt, fast ausschließlich für den Weinbau.
Der überwiegende Teil der Pavlovské vrchy gehört seit 1976 zum 83 km² großen Landschaftsschutzgebiet Pálava und seit 1986 zum Biosphärenreservat Dolní Morava (bis 2003 Biosphärenreservat Pálava). In den Pavlovské vrchy sind neun Naturreservate ausgewiesen.

## Geschichte
Die steil aufragenden Felsgipfel mit weiter Sicht ins Tiefland boten ideale Standorte für schwer einnehmbare Befestigungsanlagen. Auf der Stolová hora entstand bereits während der Eisenzeit eine befestigte Siedlung. Mittelalterliche Burg- und Befestigungsanlagen sind die Burgen Waisenstein, Maidenburg, Neuhaus und Gaisburg. Auch die später zum Schloss umgebaute Nikolsburg entstand auf einem Felshügel. 

## Bedeutende Erhebungen
- Děvín  (Maidenberg), 549 m n.m.
- Obora (Häuselberg), 483 m n.m.
- Pálava (Gemeindeberg), 462 m n.m.
- Stolová hora (Tafelberg), 458 m n.m.
- Děvičky (Maidenstein), 428 m n.m.
- Růžový vrch (Rosenstein), 428 m n.m.
- Turold, 385 m n.m.
- Svatý kopeček (Heiligenberg), 363 m n.m.
- Kočičí skála (Katzenstein), 362 m n.m.
- Kozí vrch (Gaisberg), 288 m n.m.